# Andorra Televisió
Andorra Televisió (Andorra Televisión, en español) es el primer canal estatal de contenido generalista de la entidad pública Radio y Televisión de Andorra.

## Historia
Empezó las emisiones en periodo de pruebas la noche del lunes 4 de diciembre de 1995, a través de la frecuencia del Canal 33, emitiendo un programa especial con mensajes de personajes políticos destacados de la época: el Jefe de Gobierno Marc Forné, el síndico Josep Dalleres y el presidente del Organisme de Rádio i Televisió d'Andorra - ORTA (actual RTVA) Enric Tolsa. Además, se aprovechó para presentar a la audiencia el equipo de periodistas y técnicos, que empezarían a hacer andar la nueva televisión. El día siguiente, martes 5 de diciembre, a las tres menos cuarto de la tarde, se iniciaron las emisiones regulares justo en el momento en que el presentador Ramon Font abrió el primer informativo de una televisión andorrana, el Informatiu Migdia. La primera noticia fue la destacada del día: el estreno de la televisión pública de Andorra, que marcaría aquel día como un hito histórico de Andorra.
La primera serie dramática de producción propia se estrenó el lunes 1 de noviembre de 1999, se titulaba Cim de passions. El guion de la serie fue escrito por Marta Cruelis, Ester Nadal fue la encargada de la dirección de los actores y la realización estuvo a cargo de Raimon Cartró. La trama se adaptaba a la realidad andorrana y se centraba en las luchas y relaciones en una familia de hoteleros. Estaba coproducida por la ORTA e Inlingua.

## Programación
La programación se centra principalmente en información y revistas, y también en eventos institucionales como reuniones del Consejo General de los Valles, pero el canal también transmite series, deportes y fútbol.
- Notícies de ATV: El noticiero de ATV. Tres ediciones diarias a las 13:45, 20:45 y 23:30.
- Club Piolet: Transmisión infantil y juvenil transmitida diariamente a las 7:30 y 17:30.
- Volta i Mitja: Magacín
- In situ: Magacín
- A Casa Teva: Magacín
- Mes Music: Magacín
- Muntanyes de Vida: Magacín
- Padrines i fogons: espectáculo culinario sobre cocina de montaña presentado por Xavier Albert todos los domingos a las 20:00.